# Parachromis loisellei
Parachromis loisellei es una especie de peces de la familia Cichlidae en el orden de los Perciformes.

## Morfología
- Los machos pueden llegar alcanzar los 18,5 cm de longitud total.[1][2]

## Alimentación
Come una amplia variedad de insectos terrestres y acuáticos.

## Hábitat
Vive en zonas de clima tropical entre 24 °C-37 °C de temperatura.

## Distribución geográfica
Se encuentran en Centroamérica: vertiente atlántica entre el río Ulúa (Honduras) hasta el río Cricamola (Panamá) y vertiente pacífico  río Tamarindo (Nicaragua ).